# کندیس نایت
کندیس نایت (انگلیسی: Candice Night؛ زادهٔ ۸ مهٔ ۱۹۷۱)  یک خواننده و نوازنده آمریکایی است. . او خواننده/ترانه سرا و چند ساز برای پروژه سنتی فولک راک Blackmore's Night بوده است. از زمان پیدایش آن در سال 1997 با همسرش، گیتاریست ریچی بلکمور. او همچنین خواننده پشتیبان Rainbow از سال 1994 تا 1997 و 2015 تا کنون، دوباره با Blackmore است. اولین آلبوم انفرادی او با نام Reflections در سال 2011 منتشر شد